# Севооборот

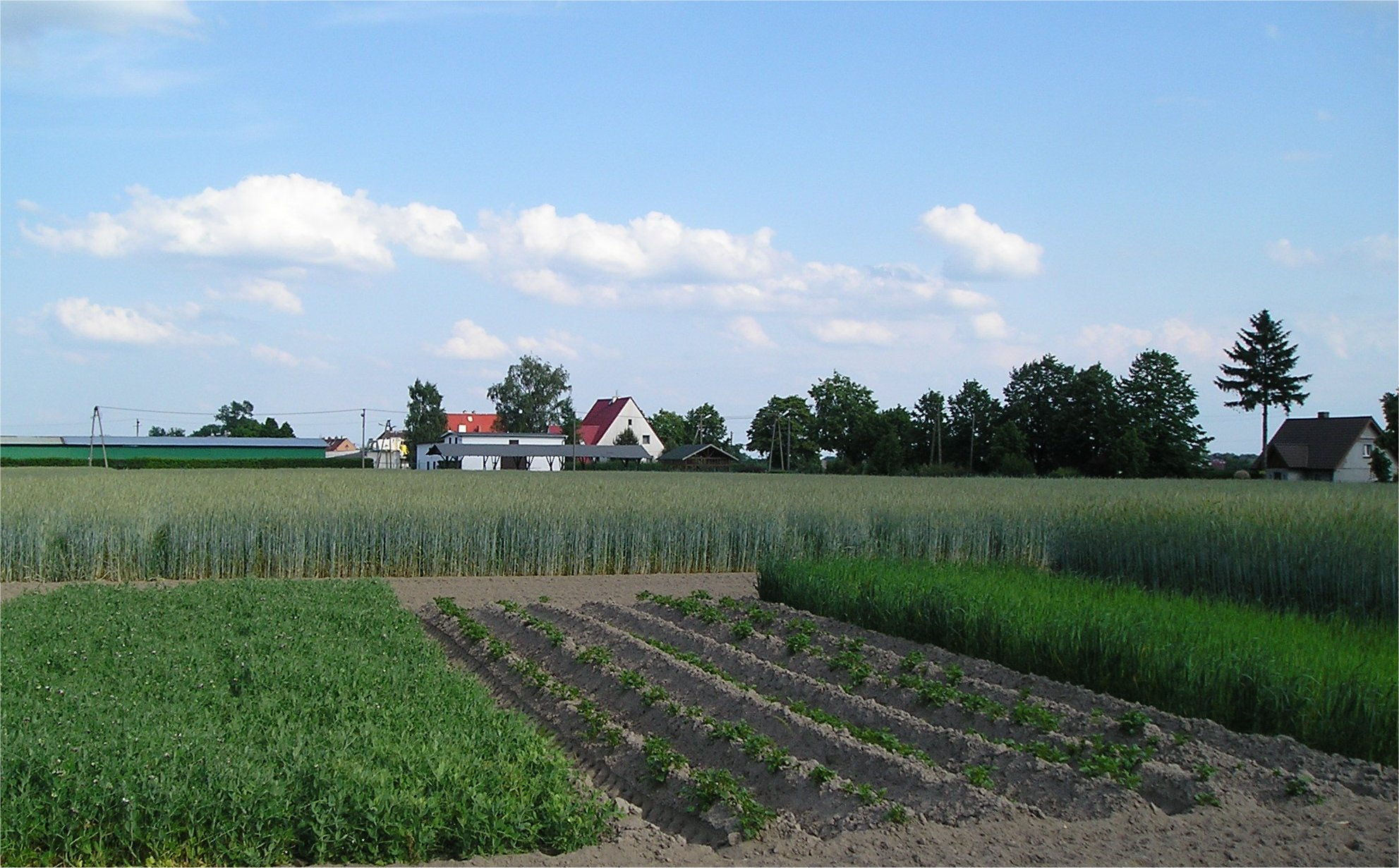
Изучение влияния севооборота и монокультуры на экспериментальной ферме Swojec Вроцлавского природоведческого университета. На переднем поле применяется последовательность севооборота «Норфолк» (картофель, овёс, пелюшка, рожь); на заднем поле рожь выращивается 58 лет подряд

Севооборо́т (устар. «многополье») — это практика выращивания ряда различных видов сельскохозяйственных культур на одной и той же территории в течение нескольких вегетационных сезонов. Это уменьшает зависимость от одного набора питательных веществ, а также вероятность развития устойчивых вредителей, сорняков и болезней.
Выращивание одной и той же культуры на одном и том же месте в течение многих лет подряд, процесс известный как монокультура, постепенно истощает почву в определённых питательных веществах и провоцируя рост сорняков и появление вредителей. Без сбалансированного использования питательных веществ почв и развития сообществ вредителей и сорняков продуктивность монокультур сильно зависит от внешних факторов. И наоборот, хорошо продуманный севооборот может снизить потребность в синтетических удобрениях и гербицидах за счёт более эффективного использования экосистемных услуг, предоставляемых разнообразным набором культур. Кроме того, севообороты могут улучшить структуру почвы и содержание органического вещества почвы, что уменьшает эрозию и повышает устойчивость сельскохозяйственной системы.

## Необходимость севооборотов
Д. Н. Прянишников выделил 4 причины необходимости чередования сельскохозяйственных культур:
1. Биологический порядок (снижение засорённости почвы сорными растениями, болезнями и вредителями),
2. Агрофизический порядок (оптимальное строение пахотного слоя почвы),
3. Агрохимический порядок (обеспеченность почвы необходимыми элементами питания),
4. Экономический порядок (размещение возделываемых сельскохозяйственных культур с учётом удалённости от потребителей продукции растениеводства, в частности кормовые энергоёмкие культуры размещают вблизи животноводческих ферм).

## История
Земледельцы уже с давних пор признали, что подходящие севообороты, такие как посадка яровых культур для скота вместо зерновых для потребления человеком, позволяют восстановить или сохранить продуктивность почвы. Древние ближневосточные земледельцы практиковали севооборот 6000 лет назад до н. э., не разбираясь в химии, попеременно сажая бобовые и зерновые культуры.

### Двухпольная система
При двухпольном севообороте половина поля засеивалась на год, в то время как другая половина оставалась под паром. Затем, в следующем году, эти два поля менялись местами. В Китае как двухпольная, так и трёхпольная система использовалась со времен Восточного Чжоу. Со времён Карла Великого (умер в 814 году н. э.) европейские крестьяне перешли от двухпольного севооборота к трехпольному.

### Трёхпольная системы
С конца Средневековья до XX века европейские крестьяне практиковали трёхполье, при котором доступные земли разделялись на три участка. Один участок осенью засеивался рожью или озимой пшеницей, а затем кормовым овсом или ячменем; на втором участке выращивались такие культуры, как горох, чечевица или бобы; а третье поле оставалось под паром. Три поля чередовались таким образом, чтобы каждые 3 года одно из полей отдыхало и оставалось под паром. При двухпольной системе, если у кого-то есть в общей сложности 600 акров (2,4 км²) плодородной земли, можно было бы засеять только 300 акров. При новой системе севооборота с тремя полями можно было бы засеять 400 акров и, следовательно, собрать больше урожая. Но дополнительные посевы оказали более значительное влияние, чем просто количественная продуктивность. Поскольку яровые культуры были в основном бобовыми, они увеличили общее питание населения Северной Европы.
Примеры трёхлетнего севооборота:
1. Чередование первый год: кукуруза — картофель — табак.
2. Чередование второй год: пшеница — хлопок — сахарный тростник.
3. Чередование третий год: пажитник сенной — арахис — голубиный горох или маш.

### Четырёхпольная система
Фермеры в регионе Ваасланд (на территории современной северной Бельгии) впервые применили четырёхпольный севооборот в начале XVI века, а британский агроном Чарльз Таунсенд (1674—1738) популяризировал эту систему в XVIII веке. Последовательность из четырёх культур (пшеница, репа, ячмень и клевер) включала кормовую культуру и пастбищную культуру, что позволяло разводить домашний скот круглый год. Четырёхпольный севооборот стал ключевым событием в британской аграрной революции.
Джордж Вашингтон Карвер (1860—1943 годы) изучал методы севооборота в США, обучая фермеров американского юга чередовать истощающие почву культуры, такие как хлопок, с обогащающими почву культурами, такими как арахис и горох.

### Современные разработки
Во время Зелёной революции середины XX века традиционная практика севооборота уступила место в некоторых частях мира практике внесения в почву удобрений, добавления нитрата аммония (NH4NO3) или мочевины и восстановления кислотности почвы с помощью извести. Такие методы были направлены на повышение урожайности, подготовку почвы для специализированных культур и сокращение отходов и неэффективности за счёт упрощения посадки, сбора урожая и орошения.

## Схема севооборота
Схема севооборота — перечень сельскохозяйственных культур и паров в порядке их чередования. Чередование культур в севообороте осуществляется по наилучшему предшественнику. Предше́ственник — культура или пар, размещённые в данном поле в предшествующем году. Например, после чистого пара будет возделываться озимая рожь, а картофель высаживается после уборки озимой ржи. В данном случае предшественником озимой ржи выступает чистый пар, а для картофеля — озимая рожь.
Типичный четырёхпольный Норфолкский севооборот:
1. Клевер (реже любая другая травянистая или зернобобовая культура способная на фиксацию азота)
2. Озимая пшеница (реже озимая рожь)
3. Турнепс (реже картофель, свёкла, брюква, капуста)
4. Ячмень (реже яровая пшеница, овёс, просо) + клевер

Здесь сочетаются основные принципы построения севооборотов:
Чередование зерновых культур (сплошного посева) с культурами пропашными, которые высеваются/высаживаются рядами, а также травянистыми культурами.
Озимые высеваются после культур рано освобождающих поле для обработки (травы, зернобобовые).
Замыкают севооборот культуры, являющиеся плохими предшественниками для прочих культур (после которой затруднена землеобработка).
В случае введения многолетних трав (клевера) в севооборот, его посев осуществляется одновременно с предшественником (в данном случае клевер высевается одновременно с ячменём) и в первый год жизни растёт под её пологом.
Примерно по той же схеме строятся и современные полевые севообороты, например:
1. Чистый пар
2. Озимая рожь
3. Картофель
4. Яровая пшеница + клевер (с подсевом клевера)
5. Клевер 1 г. п. (первого года пользования)
6. Клевер 2 г. п.
7. Озимая пшеница
8. Кукуруза (на силос или зерно)
9. Ячмень
10. Подсолнечник

В засушливых зонах в севооборотах преобладают зерновые культуры (пропашные заменяются на крупяные), а травы заменяются на чистые пары для накопления в почве влаги. В зонах с длинными сроками вегетации возможны повторные посевы озимых культур несколько лет подряд, а перед посевами поздновысеваемых культур (либо после уборки раноубираемых), могут быть в тот же год посеяны промежуточные культуры — однолетние травы, рапс, горчица.

При построении севооборотов следует учитывать не только действие предшественника на первую культуру, но и его последействие на последующие.
Для оценки предшественников следует учитывать:
- орошаемость полей;
- предшествующую засоренность полей сорными растениями;
- зараженность почвы и растительных остатков вредителями и возбудителями болезней;
- технологию возделывания предшествующей культуры;
- влияние предшественника на агрофизические, агрохимические и биологические показатели плодородия почвы;
- предшествующее эрозионное состояние полей и влияние на него предшествующих культур и севооборота в целом.

Например, в условиях Алтайского края для основных полевых, технических и кормовых культур рекомендованные предшественники приведены в таблице:
| Озимые зерновые (пшеница, рожь)       | Чистые кулисные пары, многолетние травы, занятые пары, зернобобовые, кукуруза на зелёный корм             |
| Яровая пшеница                        | Чистые пары, пропашные культуры, занятые пары, зернобобовые культуры, озимые зерновые                     |
| Овес, ячмень, гречиха                 | Пропашные культуры, зернобобовые, озимые зерновые, яровая пшеница                                         |
| Просо                                 | Пропашные культуры, зернобобовые, озимые зерновые по парам или после многолетних трав                     |
| Кукуруза                              | Озимые зерновые, картофель, зернобобовые, яровая пшеница, овес, ячмень                                    |
| Подсолнечник                          | Озимые зерновые, зернобобовые, кукуруза                                                                   |
| Зернобобовые (горох, вика, соя и др.) | Пропашные культуры (кроме бобовых), озимые и яровые зерновые злаковые культуры                            |
| Сахарная свекла                       | Чистые пары, озимые зерновые по пару, зернобобовые, картофель                                             |
| Кормовые корнеплоды                   | Озимые и яровые зерновые, кукуруза, картофель                                                             |
| Лен-долгунец                          | Многолетние травы, зернобобовые, картофель, кукуруза на силос, озимые после многолетних трав              |
| Конопля                               | Многолетние травы, зернобобовые, кукуруза                                                                 |
| Многолетние травы                     | Подсев под яровые зерновые, под однолетние травы, беспокровный посев после пропашных или зерновых культур |
| Однолетние травы                      | Яровые зерновые, пропашные                                                                                |
| Промежуточные культуры                | Озимые и ранние яровые культуры, однолетние травы на зелёный корм                                         |

## Классификация
Севообороты классифицируются по типам и видам. Основных типов три: полевой, кормовой и специальный.
Название типа даётся по виду выращиваемой продукции. Например, полевой тип имеет в своей структуре 50 % и более полевых культур, кормовой тип имеет 50 % и более кормовых пропашных культур, а специальный тип характеризуется наличием в структуре культур, имеющих определённое назначение (предотвращение смыва почвы на склоновых участках) или особую технологию возделывания. Вид севооборота отражает наличие в севообороте групп сельскохозяйственных культур. Например, представленный выше севооборот имеет название вида зерно—паро—травяно—пропашной.

## Элементы севооборота
- По́ле севооборота — равные по площади участки пашни, на которые она разбивается согласно схеме при нарезке севооборота. Поля севооборота должны отличаться по размеру не более, чем на 3—5 % друг от друга, чтобы при перемещении культур по полям величина урожая оставалась неизменной.
- Звено́ севооборота — часть севооборота, состоящая из двух—трёх культур или чистого пара и одной—трёх культур.
- Систе́ма севооборотов — совокупность принятых в хозяйстве различных типов и видов севооборотов.
- Введе́ние севооборота — перенесение разработанного проекта севооборота на территорию землепользования хозяйства.
- Введённый севооборот — севооборот, проект которого перенесён на территорию землепользования хозяйства.
- План освое́ния севооборота — схема размещения возделываемых сельскохозяйственных культур по полям на период освоения севооборота.